# Tần Tuyên thái hậu
Tần Tuyên Thái hậu (chữ Hán: 秦宣太后, 348 TCN - 245 TCN), cũng gọi Mị Thái hậu (羋太后) hay Tuyên Thái hậu (宣太后), là một Thái hậu nước Tần thời Chiến Quốc trong lịch sử Trung Quốc. Bà là phi tần của Tần Huệ Văn vương Doanh Tứ, và là mẫu thân của Tần Chiêu Tương vương Doanh Tắc.
Bà thọ tới 93 tuổi, nhiếp chính cùng Tần Chiêu Tương Vương 35 năm.
Trong lịch sử Trung Quốc, Tuyên Thái hậu là người phụ nữ đầu tiên lấy thân phận mẹ của Vua mà tiến hành nhiếp chính một cách công khai. Tước hiệu ["Thái hậu"] bắt đầu xuất hiện cũng từ bà, truyền thống Thái hậu chuyên quyền cũng bắt đầu từ thời kỳ bà nắm quyền.

## Xuất thân
Tiểu sử của bà được ghi lại không nhiều, chỉ biết bà mang họ Mị thuộc dòng dõi công thất nước Sở, không rõ là con cái nhà ai. Bà làm phi tần của Tần Huệ Văn vương, có hiệu là "Bát Tử", nên còn được gọi là Mị Bát Tử (芈八子).
Không rõ thời gian bà xuất hiện, cũng như khoảng thời gian bà trở thành phi thiếp của Tần Huệ Văn vương. Năm 325 TCN, Mị Bát Tử sinh hạ công tử Doanh Tắc (tức Tần Chiêu Tương vương.. Sau đó, bà sinh tiếp hai con trai, là Công tử Thị tức Cao Lăng quân (高陵君); cùng Công tử Khôi tức Kinh Dương quân (泾阳君) .
Năm thứ 14 (311 TCN), Tần Huệ Văn vương qua đời, Thái tử Đãng kế thừa ngôi vị, tức là Tần Vũ vương. Tuy nhiên, Tần Vũ vương chỉ ở ngôi được 4 năm thì chết vì tai nạn Cửu Đỉnh. Tần Vũ vương có vợ là tông thất nước Ngụy, nhưng không có con trai. Các em trai của Tần Vũ vương tranh đoạt Vương vị, đứng đầu là Công tử Tráng. Lúc đó, Triệu Vũ Linh vương vì muốn can thiệp nội bộ nước Tần, đem Doanh Tắc cùng mẹ từ vị thế con tin ở nước Yên trở về. Công tử Doanh Tắc lên ngôi, tức Tần Chiêu Tương vương. Mẹ là Mị thị được tôn làm Tuyên Thái hậu (宣太后).

## Tần quốc Thái hậu
Năm Chiêu Tương vương thứ 2 (305 TCN), Công tử Tráng liên hợp đại thần và các công tử khác nổi loạn. Thái hậu Mị Bát Tử và em trai cùng mẹ Ngụy Nhiễm bình định nổi loạn, xử tử Tần Huệ Văn hậu, Công tử Ung cùng Công tử Tráng. Bà cũng cho đuổi Tần Vũ Vương hậu về lại nước Ngụy, lần lượt diệt trừ các Công tử bất hòa với Chiêu Tương vương. Vì Chiêu Tương vương còn nhỏ tuổi, bà đứng ra phụ trách triều chính, với sự phụ chính của Ngụy Nhiễm. Sau khi lên nắm quyền chính, Mị Thái hậu trọng dụng em trai cùng mẹ là Ngụy Nhiễm phong làm Thừa tướng, tước Nhương hầu (穰侯); em trai cùng cha là Mị Nhung (羋戎) được phong làm Hoa Dương quân (華陽君), còn hai người con khác của bà là Công tử Thị và Công tử Khôi cũng được phong Kinh Dương quân và Cao Lăng quân, gọi là [Tứ quý; 四貴], nắm nhiều quyền lực, lấn át Chiêu Tương vương.
Căn cứ Chiến Quốc sách ghi lại, vào năm 307 TCN, Sở Hoài vương đánh nước Hàn, vây đất Ung. Chiến sự kéo dài suốt năm tháng, Hàn Tương vương sai Công Tôn Muội đến nước Tần cầu viện. Lúc đầu, Mị Bát Tử cử quân giúp nhưng chưa tiến quân. Hàn vương lại phải nhờ Thượng Cận tới xin, Mị Bát Tử nhớ tới quê hương mình là nước Sở, bèn lựa lời từ tạ không giúp. Vua Hàn lại sai Trương Thúy đến cầu cứu lần nữa. Trương Thúy nhờ Thừa tướng Cam Mậu mới mượn được binh. Quân Sở rút lui. Năm thứ 20 (287 TCN), khi ấy 5 nước gồm Tề, Triệu, Ngụy, Hàn và Sở hợp tung chống Tần, nhưng chỉ tới Thành Cao thì rút lui. Sau lần hợp tung đó, Tần Chiêu Tương vương thấy thế lực các chư hầu còn mạnh, muốn cho Công tử nước Hàn là Thành Dương quân đang ở Tần làm tướng quốc hai nước Ngụy, Hàn nhưng hai nước không đồng ý. Mị Bát Tử lại nhờ Ngụy Nhiễm kiến nghị vua Tần không nên dùng Thành Dương quân vì sẽ làm ảnh hưởng đến quan hệ với Ngụy, Hàn.
Nước Nghĩa Cừ là một bộ lạc Nhung Địch ở phía bắc nước Tần, thường xuyên xảy ra chiến tranh với Tần. Dưới thời Tần Huệ Văn vương, năm thứ 7 (331 TCN), Nghĩa Cừ phát sinh nội loạn, Tần Huệ Văn vương phái binh đi bình định. Sang năm thứ 11 (327 TCN), Tần Huệ Văn vương thiết lập huyện đất ở Nghĩa Cừ, Vua của tộc Nghĩa Cừ (gọi Nghĩa Cừ vương) đành phải xưng thần với Tần quốc. Sau đó, trải qua nhiều xung đột chính trị về đất đai, Tần Huệ Văn vương cùng Nghĩa Cừ giao tranh rất nhiều, và Nghĩa Cừ đối với nước Tần vẫn là đối thủ chính trị không ổn định. Năm Chiêu Tương vương đầu tiên (306 TCN), Nghĩa Cừ vương triều kiến Tần Chiêu Tương vương nhân dịp Tân vương kế vị, Mị Thái hậu đã cùng Nghĩa Cừ vương đem lòng tư thông, sinh ra hai con trai. Sau đó, Chiêu Tương vương lại cùng Thái hậu lên kế hoạch tiêu diệt Nghĩa Cừ.
Năm thứ 35 (272 TCN), Mị Thái hậu dụ dỗ Nghĩa Cừ vương vào cung, sát hại ở Cam Tuyền cung (甘泉宫). Nhân đó, Tần Chiêu Tương vương sai quân đánh và tiêu diệt Nghĩa Cừ lấy đất Nghĩa Cừ lập ra ba quận Lũng Tây, Bắc Địa, Thượng quận. Đánh giá về chuyện này, các sử gia hiện đại cho rằng Mị Bát Tử hi sinh bản thân, dùng kế mỹ nhân quyến rũ Nghĩa Cừ vương, cùng ông ta sinh hạ hai con chỉ vì muốn tiêu diệt thế lực của nước Nghĩa Cừ, giành được đất đai. Thực tế, thế lực của Nghĩa Cừ giống Hung Nô đối với nhà Hán về sau, luôn ở thế giằng co, Mị Bát Tử dùng chuyện tình cảm có thể dẹp bỏ chướng ngại mà cả Huệ Văn vương cũng không làm được, dĩ nhiên được đánh giá cao.

## Bị tước quyền lực
Năm Tần Chiêu Tương vương thứ 36 (271 TCN), người nước Ngụy là Phạm Thư đến Tần, được trọng dụng. Phạm Thư tâu với Tần Chiêu Tương vương rằng: 「"Người bên ngoài chỉ nghe nước Tần có Thái hậu, Nhương hầu, Hoa Dương, Cao Lăng và Kinh Dương, chẳng bao giờ nghe đến Tần vương"」. Tần Chiêu Tương vương nghe mà bực mình, phế Mị Thái hậu, ép buộc Nhương hầu về phong ấp, đuổi Hoa Dương quân, Cao Lăng quân và Kính Dương quân ra biên cương.
Năm (245 TCN), Thái hậu Mị thị ngày càng già, lâm bệnh nặng. Sau khi bị giam, Thái hậu có tình nhân trẻ là Ngụy Sửu Phu. Khi Thái hậu hấp hối, liền muốn cho Sửu Phu tuẫn táng theo mình. Nghe ý của Thái hậu mà Sửu Phu sợ hãi, nhờ Dung Nhuế đến thuyết phục bà bãi lệnh tuẫn táng. Tháng 7 năm đó, bà qua đời. Thi hài của bà được chôn cất ở Dương Ly Sơn (陽酈山; nay thuộc khu vực Lâm Đồng, Tây An của tỉnh Thiểm Tây).
Sử sách ghi nhận bà hoạt động từ khi sinh Tần Chiêu Tương vương năm 324 TCN đến lúc mất là tổng cộng là 59 năm, thọ 93 tuổi

## Tương quan
Sách Sự vật khởi nguyên (事物紀原) của Cao Thừa (高承) thời nhà Tống:「Sử ký - Tần bản kỷ viết: "Chiêu vương mẫu Mị thị, hiệu Tuyên Thái hậu. Từ đó Vương mẫu đều gọi như vậy"; 《史記秦本紀》曰：昭王母羋氏，號宣太后。王母於是始以為稱。」
Trong các thư tịch đương thời, chỉ đến khi Mị Bát Tử xuất hiện thì mới có tôn xưng "Thái hậu", cho nên nhiều lý giải cho rằng bà là người đầu tiên trong lịch sử có danh xưng này. Bản thân Tuyên Thái hậu cũng là vị nữ chúa đầu tiên trong lịch sử các nước Hán quyển thực hiện "can chính" từ hậu cung, là tiền đề và hình tượng lớn, trước cả Lữ hậu, Võ Tắc Thiên hay Từ Hi Thái hậu. Danh xưng "Thái hậu", do duyên cố của Tuyên Thái hậu mà bắt đầu về sau đều dùng để gọi các mẫu hậu của vua chúa, trở thành một trong những danh vị quyền lực nhất trong văn hóa Đông Á.
Có một học giả tên Trần Cảnh Nguyên (陈景元) đưa ra giả thuyết chính Tuyên Thái hậu là chủ nhân của các Đội quân đất nung nổi tiếng trong lăng mộ của Tần Thủy Hoàng. Giả thuyết này dựa vào việc trên các tượng đất nung có những văn tự kỳ dị, được ông phiên ra là "Tỳ" (脾). Theo những luận cứ không rõ ràng của mình, Trần Cảnh Nguyên đưa ra sự liên hệ của chữ này với chữ "Nguyệt Mị" (月芈), có liên hệ với chữ "Mị Nguyệt" (芈月) được khắc trên các miếng ngói của di chỉ cung A Phòng. Luận điểm này của Trần Cảnh Nguyên rất thiếu cơ sở, không rõ ràng và bị giới học giả cùng khảo cổ phản bác.
Tuy nhiên, dường như tác giả tiểu thuyết Mị Nguyệt truyện (芈月传) là Tưởng Thắng Nam dựa vào những chi tiết này để sáng tác, hư cấu hóa Tuyên Thái hậu, xây dựng nên câu chuyện trong tiểu thuyết. Theo câu chuyện của "Mị Nguyệt truyện", Tuyên Thái hậu tên Mị Nguyệt, là công chúa nước Sở, con gái Sở Uy vương, đi theo chị cả Mị Xu đến nước Tần, nhân vật Mị Xu là hư cấu hóa từ Tần Huệ Văn hậu.

## Gia quyến
- Chồng: Tần Huệ Văn vương Doanh Tứ.
- Tình nhân:

1. Nghĩa Cừ vương (義渠王), Địch Ly, vua của tộc Nghĩa Cừ.
2. Ngụy Sửu Phu (魏丑夫), người nước Tần.

- Em trai:

1. Ngụy Nhiễm, tước Nhương hầu (穰侯).
2. Mị Nhung, tước Hoa Dương quân (華陽君).

- Con cái:

1. Tần Chiêu Tương vương Doanh Tắc.
2. Doanh Thị (嬴巿), tước Cao Lăng quân (高陵君).
3. Doanh Khôi (嬴悝), tước Kinh Dương quân (涇暘君).
4. Hai người con với Nghĩa Cừ vương.

## Trong văn học và điện ảnh

### Trong Đông Chu liệt quốc
Nhân vật Tuyên Thái hậu xuất hiện trong hồi 97 tiểu thuyết Đông Chu liệt quốc của Phùng Mộng Long. Đông Chu liệt quốc không nói đến phần lớn sự nghiệp chính trị của bà, chỉ ghi lại sự việc Phạm Thư đến thuyết phục Tần Chiêu Tương vương bãi bỏ quyền lực của bà. Vua Tần bèn đày bà vào thâm cung, không cho tham gia chính sự.

### Văn hóa đại chúng
| Năm  | Tên phim                                        | Diễn viên                |
| 1999 | Khuất Nguyên (屈原)                             | Mã Thu Bình (马秋萍)     |
| 2012 | Đại Tần đế quốc chi Tung hoành (大秦帝国之纵横) | Ninh Tịnh (宁静)         |
| 2014 | Đại Tần đế quốc chi Quật khởi (大秦帝国之崛起)  | Ninh Tịnh (宁静)         |
| 2015 | Mị Nguyệt truyện (芈月传)                       | Tôn Lệ (孙俪)            |
| 2016 | Tư mỹ nhân (思美人)                             | Hoàng Hiểu Uyển (黄晓)婉 |